# Rhizocarpon geographicum
Rhizocarpon geographicum, auch als Landkartenflechte bekannt, ist eine Flechte, die direkt auf nacktem Gestein wächst.

## Beschreibung
Die Landkartenflechte ist eine Krustenflechte, der Thallus liegt dicht auf dem Untergrund oder durchwächst diesen. Die Art ist leuchtend gelb bis olivgrün. Sie kann große Flächen auf Steinen bedecken.
Die Flechte ist in kleine kantige Felder unterteilt, die durch einen schwarzen Rand voneinander getrennt sind und den Flechtenkörper durchziehen. Am Rand der Felder sind schwarze kantige Fruchtkörper eingesenkt. Das Erscheinungsbild dieser Struktur erinnert an grafisch voneinander abgesetzte Gebiete auf einer Landkarte.
Wie viele Flechten hat sie ein extrem langsames Wachstum. Sie wächst je nach Standort pro Jahr nur 0,25–0,6 mm radial nach außen (0,1–1,4 mm pro Jahr nach Sancho et al.). Sie kann ein Alter bis über 1.000 Jahren erreichen und somit zum Datieren des Rückgangs von Gletschern genutzt werden. Ist die Wachstumsrate an einem Standort bekannt, kann anhand der größten Exemplare berechnet werden, wie lang die letzte Eisbedeckung eines Felsens oder Gerölls zurückliegt. Daher trägt sie auch den Namen „Geographenflechte“.

## Standort

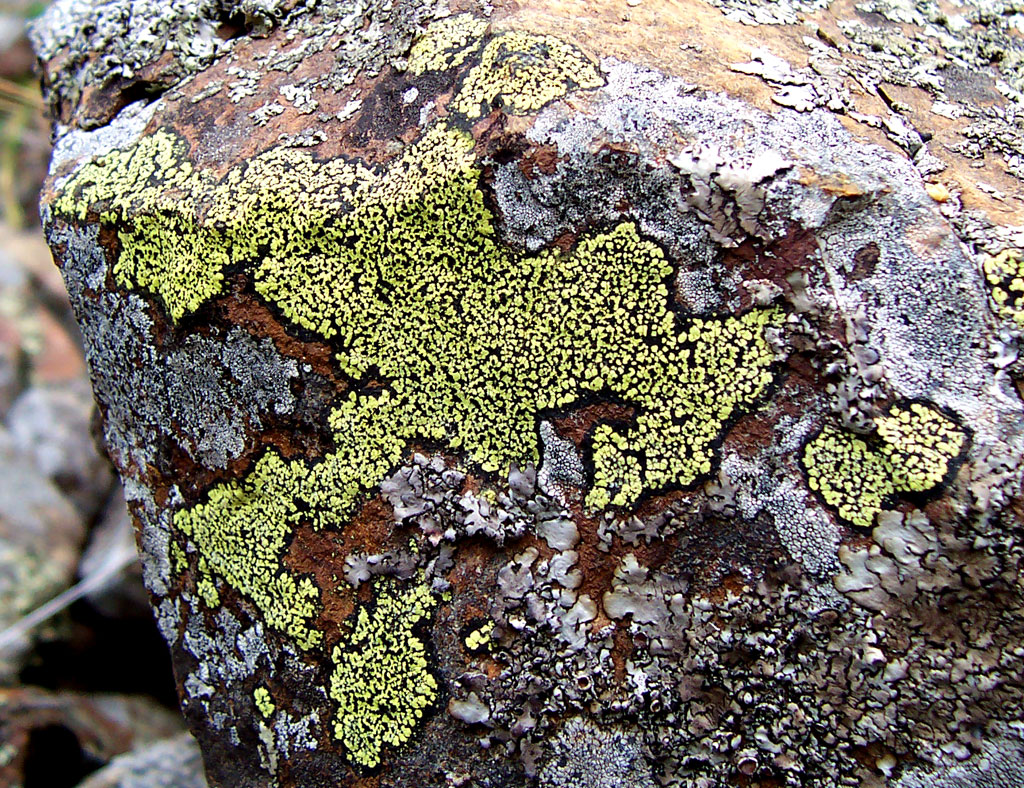
Landkartenflechten können zur Altersdatierung genutzt werden

Als Standort wird saueres Silikatgestein bevorzugt. In niederen Lagen und in Kalksteingebieten tritt diese Flechte sehr selten und dann auch nur in geringer Deckung auf. Sie kommt weltweit von der Küste bis ins Hochgebirge vor. Auf Silikatgestein wächst sie sowohl auf natürlichen Steinen und Felsen als auch in Siedlungsgebieten auf alten behauenen Steinen, die an Gebäuden und Wegen verbaut wurden und auf Grabsteinen.

## Systematik
Es existieren mehrere Unterarten:
- R. geographicum (L.) DC. ssp. arcticum (Runemark) Hertel
- R. geographicum (L.) DC. ssp. diabasicum (Räsänen) Poelt & Vezda
- R. geographicum (L.) DC. ssp. frigidum (Räsänen) Hertel
- R. geographicum (L.) DC. ssp. geographicum
- R. geographicum (L.) DC. ssp. kittilense (Räsänen) R.Sant.
- R. geographicum (L.) DC. ssp. lindsayanum (Räsänen) R.Sant.

## Besonderheiten
Die Landkartenflechte wurde von den Mitgliedern der Bryologisch-lichenologischen Arbeitsgemeinschaft für Mitteleuropa zur Flechte des Jahres 2014 gewählt.